# Новая жизнь (Данте)
«Но́вая жизнь» (итал. La Vita Nuova) — сборник произведений, написанных Данте Алигьери в 1283—1293 годах. Написана в форме прозиметрума — чередующихся фрагментов стиха и прозы. Принадлежит к числу наиболее ранних литературных произведений, написанных в Италии на итальянском языке (а не на латыни); способствовала кодификации тосканского диалекта. «Новая жизнь» — это автобиографическая исповедь, созданная Данте в ближайшие годы после смерти Беатриче.

## Сюжет
Действие начинается с первой встречи главных героев, Данте и его возлюбленной Беатриче, когда им обоим было девять лет. «Дух жизни» тогда задрожал в глубине его души, и с тех пор любовь безраздельно завладела его сердцем. Через девять лет он встречает Беатриче снова: она приветствовала его легким движением головы и преисполнила его несказанным блаженством. Он спешит к себе в комнату и в волнении пишет свой первый сонет. В другой раз он встречает Беатриче в церкви и, опасаясь выдать тайну своего сердца, делает вид, что интересуется другими дамами. Злонамеренные люди сообщают об этом Беатриче, и она более не кланяется ему. Данте убит горем, но вот друг доставляет ему случай увидеть Беатриче среди других дам, собравшихся на какой-то свадьбе; тут Данте испытывает такое волнение и так смущается, что Беатриче потешается над ним. Это повергает поэта в новое горе, — проплакав долго, он решает, что никогда не будет искать с нею встречи, ибо все равно не в силах владеть собой в её присутствии.
Вторая половина «Новой Жизни» открывается утверждением Данте, что отныне он посвятит себя воспеванию Беатриче — это станет источником его блаженства. Вскоре после этого отец Беатриче умирает, поэт отзывается на эту смерть глубоким состраданием. На ложе, к которому болезнь приковала Данте, его терзают мрачные предчувствия и мысли о смерти. В бреду он слышит предвещание своей смерти; видения множатся, делаются все безысходнее. Он видит, как меркнет солнце, как бледнеют и льют слезы звезды; птицы падают мертвыми на лету, земля дрожит и слышится неведомый голос: «Ты ничего не знаешь? Твоя возлюбленная умерла!» Вскоре поэту принесли известие о её кончине. Весь мир опустел для него; смерть Беатриче является в ощущении Данте общественным бедствием, и он оповещает о нём именитых патрициев Флоренции. В течение двух ближайших лет Данте ищет утешения в серьёзной работе мысли. Острота потери несколько сглаживается: взоры одной дамы, которая пожалела горевавшего юношу, вливают в его сердце чувство любви. Он делает её предметом своих мечтаний, забывает о Беатриче, но ненадолго. Данте скоро одумывается, возвращается к единственной и истинной любви и оканчивает книгу торжественным обещанием увековечить её память поэтическим созданием, на какое не вдохновляла ещё ни одна женщина

## Структура
«Новая жизнь» содержит 42 краткие главы с комментариями, в которые включены 25 сонетов, 3 канцоны, 1 баллада и 2 стихотворных фрагмента. Стихотворения «Новой жизни» симметрично сгруппированы вокруг второй канцоны «Младая донна в блеске состраданья», образующей композиционный центр книги. Состоящие из двух частей комментарии Данте поясняют каждое стихотворение, вводя его в контекст своей биографии. Главы содержат стихотворения, состоящие из трёх частей: полуавтобиографические рассказы, лирики, написанной под влиянием обстоятельств, и кратко структурированного очерка о лирике. Стихотворения задают движение повествованию, рассказывающему о любви Данте к Беатриче с первого взгляда, возникшей ещё в детстве, весь путь до его траура после её смерти и его решимости написать о ней то, «что никогда не было написано ни об одной женщине». Каждая отдельная часть комментария раскрывает идею Данте о романтической любви как первичной ступени духовного развития, которое приводит к постижению божественной любви. Вопреки сложившимся традициям, в «Новой жизни» Данте обращался к читателям, опираясь на собственный опыт, а также написал этот роман на разговорном итальянском языке, а не на мёртвой латыни, — таким путем утверждалась поэтическая школа «сладостного нового стиля» со своими формами и приемами.

## Анализ произведения
В этом первом в Европе психологическом романе чувство любви приобретает небывалую ещё высоту и духовность. Это первое воплощение того простого и вместе необыкновенно сложного, чреватого многими последствиями чувства, которое определило развитие заветнейших сторон дантовской души. Любовь Данте трогательна по своей наивности и свежести, однако вместе с тем в ней чувствуются веяние сурового и внимательного к себе духа, рука художника, думающего сразу о многом, переживающего сложнейшие драмы сердца. Образные описания добродетелей и достоинств Беатриче, проникновенный анализ экстатического обожания Данте своей возлюбленной придают яркость и одухотворенность его схематическим литературным приемам.
В произведении объединены поэтические традиции трубадуров, выстроивших иерархию любовного чувства: от простого увлечения до высшего озарения, и поэтов «cладостного нового стиля», превозносивших в любви источник поэтического вдохновения. В дантовском романе речь идет о земной любви с «дамой-ширмой» и о высокой любви, благодаря которой счастливый избранник получает второе рождение. Юная Беатриче Портинари, которую поэт видел лишь три раза в жизни, внушила ему целомудренное, духовно преображающее чувство.
Стиль романа характерен смешением поэзии и прозы, конкретики и аллегоричности. К аллегориям в романе следует отнести сны, священные числа 9 и 18, большинство цветообозначений. Аллегоричен центральный женский образ: Беатриче олицетворяет философское начало, ведущее человека к Богу, к познанию окружающего мира и самого себя.

## Отражение в культуре
Влиянием Данте отмечено творчество одного из самых крупных поэтов русского символизма, Александра Блока. Для генезиса стихов Блока о Прекрасной Даме творчество Данте так же важно, как и творчество Гёте, Петрарки и Владимира Соловьёва.
Образ самого Данте появляется в итальянском цикле Блока. В Равенне, бывшем имперском городе, тихом и старинном, Блока обступают воспоминания:
Почиет в мире Теодорих,

И Дант не встанет с ложа сна,

Где прежде бушевало море,

Там виноград и тишина.
Можно привести убедительный пример, говорящий о влиянии раннего Данте на молодого Блока. Вот что написал Данте в начале XXX главы «Новой Жизни»: «Когда она покинула этот век, весь упомянутый город предстал глазам, как вдовица, лишенная всякого достоинства. Ещё исходя слезами в опустошенном городе, я написал к земным владыкам о его состоянии, взяв следующее начало у Иеремии: „Quomodo sedet sola civitas“ (Как одиноко сидит град…)» (перевод А. Эфроса). В воображении Данте смерть Беатриче — это событие, горестное для всей Италии, для всего мира; без прекрасной дамы Флоренция «утеряла свое достоинство и славу». Данте взывает не только к «главенствующим своего города», но и к principi della terra (всем земным владыкам). А здесь для сравнения стихотворение Блока в начале 1903 года в книге «Распутья»:
В посланьях к земным владыкам

Говорил я о Вечной Надежде.

Они не поверили крикам,

И я не такой, как прежде…

И только одна из мира

Отражается в каждом слоге…

Но она — участница пира

В твоем, о боже, чертоге.
Последняя строфа также восходит к тому месту Дантовой «книги памяти», где говорится о Беатриче, как об участнице пира в чертогах божества:
И с удивленьем на неё взирая,

Её в обитель рая

Владыка вечности к себе призвал.
Данте для Блока — прежде всего поэт «Новой Жизни»; она настолько впечатлила Блока в молодости, что это мнение он сохранил на всю жизнь.
Лишь по ночам, склонясь к долинам,

Ведя векам грядущим счет,

Тень Данте с профилем орлиным

О Новой Жизни мне поет.